# Davejean
Davejean es una comuna francesa situada en el departamento de Aude, en la región de Occitania.

## Demografía
| 196 | 144 | 131 | 112 | 130 | 116 | 214 |
| Para los censos de 1962 a 1999 la población legal corresponde a la población sin duplicidades (Fuente: INSEE [Consultar]) |     |     |     |     |     |     |